# Nong-long
Nong-long fou un dels estats Khasis de Meghalaya esmentat per Frederick Barnes a Geographieus Indicus de 1881, però que se sap que en aquesta dat ja havia estat annexionat pels britànics. Alexander Mackenzie també l'assenyala el mateix any i en canvi a la seva llista d'estats no esmenta Pansanngut que se sap que existia en aquell moment i del qual les úniques dades a la Gaseta Imperial són: població (1901) 288 habitants,; ingressos 1903-1904, 50 rúpies; productes, patates i mill.